# Festival Internacional de Cine de Kiev Molodist
El Festival Internacional de Kiev de Cine Molodist (Juventud) (en ucraniano: Київський Міжнародний Кінофестиваль "Молодість": Київський Міжнародний Кінофестиваль "Молодість") es un festival internacional de cine que tiene lugar cada octubre en Kiev (Ucrania). Empezó en el 1970 como festival de dos días de películas rodadas por estudiantes del Instituto Estatal de Kiev de Artes Teatrales, presentando 33 películas aquel año. En el 2010, se presentaron 439 películas, convirtiéndolo el festival de cine más grande de Ucrania, con 127.000 asistentes. El presidente del festival es Andri Jalpajchi (Андрій Халпахчі).
Es el único festival de cine de Ucrania acreditado por la FIAPF (desde el 1991). Es uno de los 26 festivales competitivos especializados internacionales.
Varios productores europeos reconocidos actualmente han estrenado en el festival Molodist, incluyendo a: Fred Keleman, Tom Tykwer, Danny Boyle, François Ozon, Andras Monori, Ildikó Enyedi, Hera Popelaars, Jacques Odiar, Sergiy Masloboychykova, Oleksiy Balabanov, Denys Evstigneev y Stephen Doldri. 
Algunos participantes del Molodist fueron luego galardonados con la Palma de Oro (Bruno Dumont) y el Óscar (Alan Berliner). 